# 开发地狱
开发地狱（又称开发炼狱），是媒体行业的行话，指的是一部电影、電子游戏、专辑、电视节目、剧本、软件長期停留在概念階段，難以進入到製作階段。有些陷入制作困境的项目不会被正式取消，它直到工作進度达到令人满意的状态才會正式進入製作階段。

## 電影行業
电影行業的公司经常會购买许多熱門小说、電子游戏和漫画书的版权，但是要成功地将这些內容搬上银幕可能需要數年的时间，而且電影公司往往要对情节、人物进行相当大的改动。这一前期制作过程可能持续数月或数年。更常见的情况是，一个长期沒有進展的影片会被相关方放弃或直接取消。鑒於好莱坞开拍的電影数量是发行量的十倍，所以其實有许多電影剧本最终会处于这种不确定的状态。